# Браян Фелпс (стрибун у воду)
Браян Фелпс (англ. Brian Phelps; нар. 21 квітня 1944) — британський стрибун у воду.
Бронзовий медаліст Олімпійських Ігор 1960, учасник 1964 року.
Чемпіон Європи з водних видів спорту 1958, 1962 років, призер 1966 року.
Переможець Ігор Співдружності 1962, 1966 років, призер 1958 року.